# Ngồi trên bậc thềm vàng...
Ngồi trên bậc thềm vàng... (tiếng Nga: На златом крыльце сидели...) là một phim thần tiên - cổ tích của đạo diễn Boris Rytsarev, phỏng theo câu chuyện cổ tích Họ ngồi trên bậc thềm vàng....
Bộ phim ra mắt lần đầu năm 1986, nội dung có nhiều cải biến theo xu hướng hiện đại hóa để tăng phần hấp dẫn.